# Zonă de acumulare (glaciologie)

Zona de acumulare se găsește la cota de cea mai mare altitudine a ghețarului, unde acumularea de apă sub formă solidă este mai mare decât pierderea de gheață prin ablație, așa cum sunt: evaporarea, topirea, sublimarea, spulberarea zăpezii de către vânt, desprinderea de fâșii de gheață, și altele.

Zona de acumulare a unui ghețar este un concept din glaciologie, care se referă la partea unui ghețar în care acumularea de masă a acestuia sub formă de acumulări și precipitații de orice natură, care se convertesc în gheață, este mai mare decât suma pierderilor de gheață sub orice formă, evaporare, sublimare, topire, desprindere, șamd. 
Cantitatea de precipitații solide acumulate de un ghețar, sub forma de zăpadă și gheață, comparativ cu cea pierdută în zona de ablație, prin fenomenele fizice indicate mai sus (dar nelimitate doar la acelea), determină bilanțul masei ghețarului. Această egalitate este un indicator important al climatului local, regional și global.
Astfel, dacă acest indicator este relativ constant, practic nu există schimbări climatice (și/sau climaterice) semnificative. Creșterea sau descreșterea valorii masei unui ghețar (sau a masei tuturor ghețarilor planetei) indică răcirea sau încălzirea climatului, deci este unul din mulții indicatori de monitorizare al fenomenului mondial cunoscut ca încălzirea globală. 

## Zona de ablație

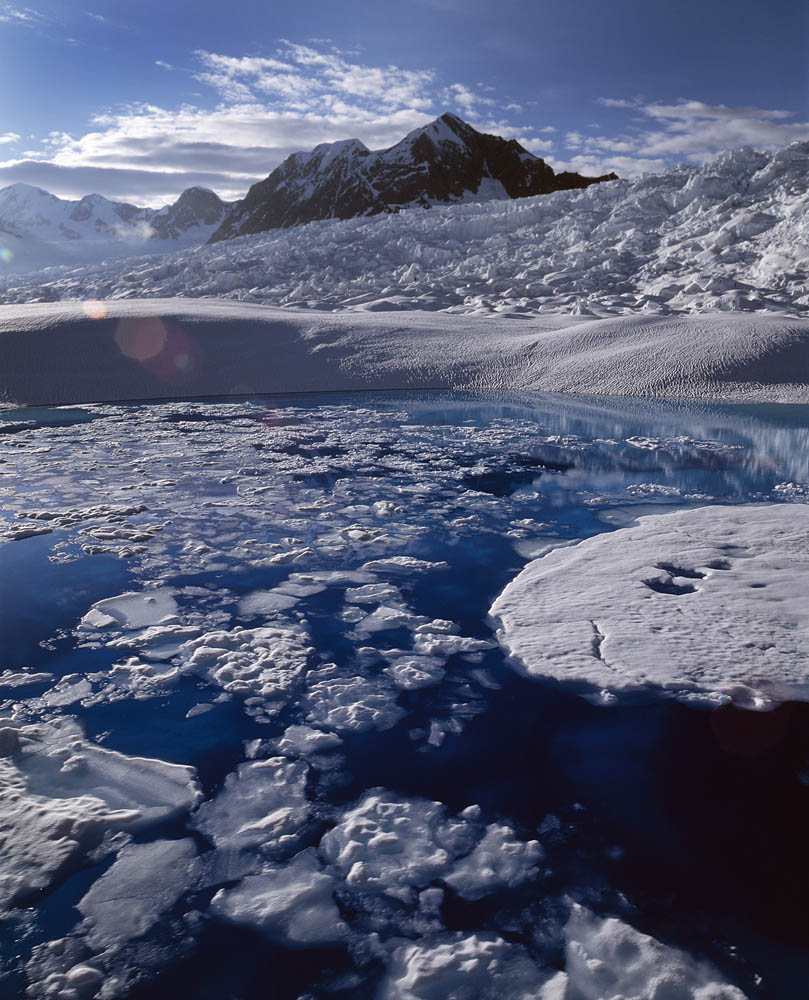
Imagine realizată undeva la limita de echilibru dintre zona de acumulare și de pierderi a unui ghețar, statul, Ghețarul Columbia.

Zona de acumulare a unui ghețar este aflată, de obicei, la cota sa cea mai înaltă, unde acumularea de gheață este posibilă. Conceptul și zona opusă zonei de acumulare se numește zonă de ablație. Aceasta se găsește, de obicei, în zonele de altitudine joasă ale ghețarului, fiind de fapt zona de pierdera a masei ghețarului. 

## Alte considerații
Linia de echilibru anual dintre zona de acumulare și cea de pierdere a masei ghețarului este un alt indicator important al variației climatice locale, regionale, continentale sau globale. Monitorizarea variațiilor acestor date de la distanță, folosind imagerie satelitică este simultan ușor de accesat, datorită tehnologiei actuale și a dificultății accesării directe a ghețarilor, dar și de înaltă acuratețe, conferind date de importanță științifică.

## Articole pe teme de glaciologie
- Aisberg
- Alpii înalți
- Antarctica
- Arctica
- Ablație (fenomen)
- Balanța masei unui ghețar
- Banchiză
- Calotă glaciară
- Calotă polară
- Circ glaciar
- Climatul calotelor polare
- Criosferă
- Ecoton, tranziția între două comunități ecologice
- Efectul de trecere, efectul de contrast între mediile diferite ale unui ecosistem
- Efectul Massenerhebung
- Gheață
- Ghețar
- Glaciologie
- Încălzirea globală
- Înzăpezire
- Lac glaciar
- Linia arborilor
- Linia ghețarilor
- Linia înghețului
- Linia de îngheț (astrofizică)
- Linia zăpezii
- Listă de țări în care ninge
- Listă de lacuri din România
- Morenă
- Nivologie
- Sculptura în gheață
- Spărgător de gheață
- Tundră
- Tundră alpină
- Zăpadă
- Zonă de ablație
- Zonă de acumulare